# Ianire Estébanez
Ianire Estébanez (Santurce, 1979) é psicóloga, ciberactivista e bloguer feminista. É experiente em prevenção de violência de género entre jovens.

## Trajectória
Ianire Estébanez nasceu em Santurce em 1979. Estudou Psicologia em San Sebastián na Universidade do País Basco e ao realizar o Mestrado de Intervenção em violência contra as mulheres (Universidade de Deusto) aprofundou-se nas contribuições do feminismo. Em sua tese (2007) pesquisou em torno da violência contra as mulheres jovens, especialmente na violência psicológica dentro da violência no namoro.
Pesquisa e trabalha sobre o impacto da violência de género e do amor romântico nas relações da juventude através das redes sociais ou ciberviolências. Actualmente é referência importante sobre estes temas, colabora com entidades, universidades e administrações educativas, participa em jornadas e faz formação de professorado, jovens e famílias. Desde 2013 dá consultas como psicóloga em Bilbau.

## Publicações
- Itziar Cantera, Ianire Estébanez y Norma Vázquez. Informe completo "Violencia contra las mujeres jóvenes: la violencia psicológica en las relaciones de noviazgo." (2009) - Resumen
- Documento "Diagnóstico de la percepción y opiniones sobre la violencia sexista de la juventud de los municipios de Ondarroa y Markina Xemein." (Sortzen, 2010)
- AGRESIONES SEXUALES Cómo se viven, cómo se entienden y cómo se atienden Estudio cualitativo exploratorio realizado en la Comunidad Autónoma de Euskadi (Sortzen, 2011)
- Manual para prevenir la violencia de género en los centros escolares.[ligação inativa] (Norma Vázquez y Ianire Estébanez, 2016)